# Čeněk Vaněček
Čeněk Vaněček (24. října 1879 Rakovník – 2. března 1946 Rakovník) byl český a československý politik, meziválečný starosta Rakovníku, který se zasloužil o jeho modernizaci, a senátor Národního shromáždění ČSR za Československou stranu národně socialistickou.

## Biografie

### Osobní život
Jeho otcem byl Josef Vaněček, rakovnický stavební podnikatel, matkou Julie, rozená Heinzová. Spolu měli celkem devět dětí, kromě Čeňka dcery Annu, Matyldu, Boženu a Marii a syny Josefa, Františka, Karla a Oldřicha. Čeněk Vaněček vystudoval reálnou školu v Rakovníku a v roce 1899 absolvoval obchodní akademii v Praze. Poté se stal účetním v rakovnické městské spořitelně, kde rychle postupoval. Už v roce 1915 byl jmenován jejím vrchním ředitelem a úspěšně jí rozvíjel, postupně z ní vybudoval moderní peněžní ústav.
Dne 8. července 1918 se oženil s Karlou Šmídovou, manželství však zůstalo bezdětné. Rád hrál šachy a tenis a hodně cestoval, navštívil např. Egypt. Kromě svých politických aktivit byl mj. členem Sokola, rakovnického Muzejního spolku, místní Divadelní ochotnické jednoty Tyl nebo Komitétu pro záchranu hradu Krakovce.

### Politické působení
Poprvé byl zvolen starostou Rakovníku v roce 1923, poté opětovně i v následujících letech. Velmi usiloval o jeho modernizaci, vzorem mu v tom byl Hradec Králové. Za jeho éry byla dokončena urbanistická regulace města, rozvinula se výstavba veřejných budov i obytných domů, město též provádělo nouzové práce pro nezaměstnané. Využíval k tomu své pozice ve spořitelně, která poskytovala výhodné úvěry. Byl též členem představenstva rakovnického pivovaru a zasloužil se i o jeho rozvoj.
Angažoval vícero renomovaných architektů, kteří v Rakovníku realizovali řadu moderních staveb. Nejvíce F. A. Libra (obchodní akademie, spořitelna, Tyršovo koupaliště a další), ale také B. Hübschmann (bytové domy, kasárna), J. Rössler (rozšiřování výstavby za viaduktem) nebo zahradní architekt J. Kumpán (městské sady). V roce 1931 inicioval přeložení 301. dělostřeleckého pluku z Jaroměře do Rakovníka a pro město také získal ostatky bratrů Emila a Karla Burianových, kteří jsou zde proto pochováni. Jako sympatizant Hradu stál za postavením pomníku T. G. M. a po prvním československém prezidentovi byla pojmenována také obchodní akademie a nová okresní nemocnice.
V parlamentních volbách v roce 1929 získal za lounskou župu senátorské křeslo v Národním shromáždění, kde setrval do roku 1935. Byl členem hospodářského a rozpočtového výboru, aktivně řešil otázky státního rozpočtu a dopadů tehdejší ekonomické krize. Vydal mj. spis Hospodářská situace okresu rakovnického, dokonce se o něm tehdy uvažovalo jako o ministru financí. V dalších volbách však již nebyl svou stranou nominován.
Na funkci starosty rezignoval po Mnichovu v prosinci 1938, důvodem kromě nové politické situace byly i politické spory a obvinění, že až příliš málo úřaduje na radnici. Nahradil jej spolustraník a profesor rakovnického gymnázia František Diepolt, který byl jako župní starosta Sokola v roce 1941 zatčen gestapem a rok později zahynul v Osvětimi. Vaněček i nadále působil v městské spořitelně a v pivovaru a i když se i z těchto pozic snažil pomáhat rakovnickým občanům, po válce čelil nařčení z kolaborace. Lidový soud jej sice obvinění zprostil, jeho zdravotní stav (dlouholetá srdeční choroba) se však tím prudce zhoršil. Jako nejvýraznější symbol první republiky v Rakovníku zemřel nakonec v ústraní.